# Wendeschneidplatte

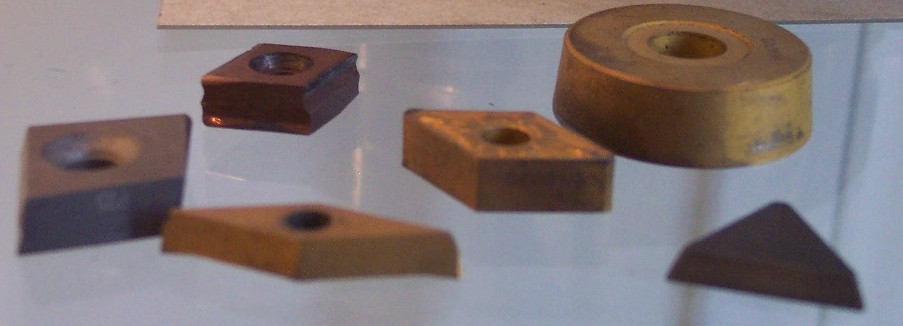
Hartmetall-Wendeschneidplatten

Wendeschneidplatten dienen als Schneidstoffträger zur Zerspanung von beispielsweise Metallen, Kunststoffen oder Holz. Sie bestehen aus Hartmetall, Cermet, polykristallinem kubischem Bornitrid (CBN), polykristallinem Diamant (PKD) oder Schneidkeramik oder seltener aus HSS beziehungsweise HSSE/HSS-PM. 

## Beschreibung

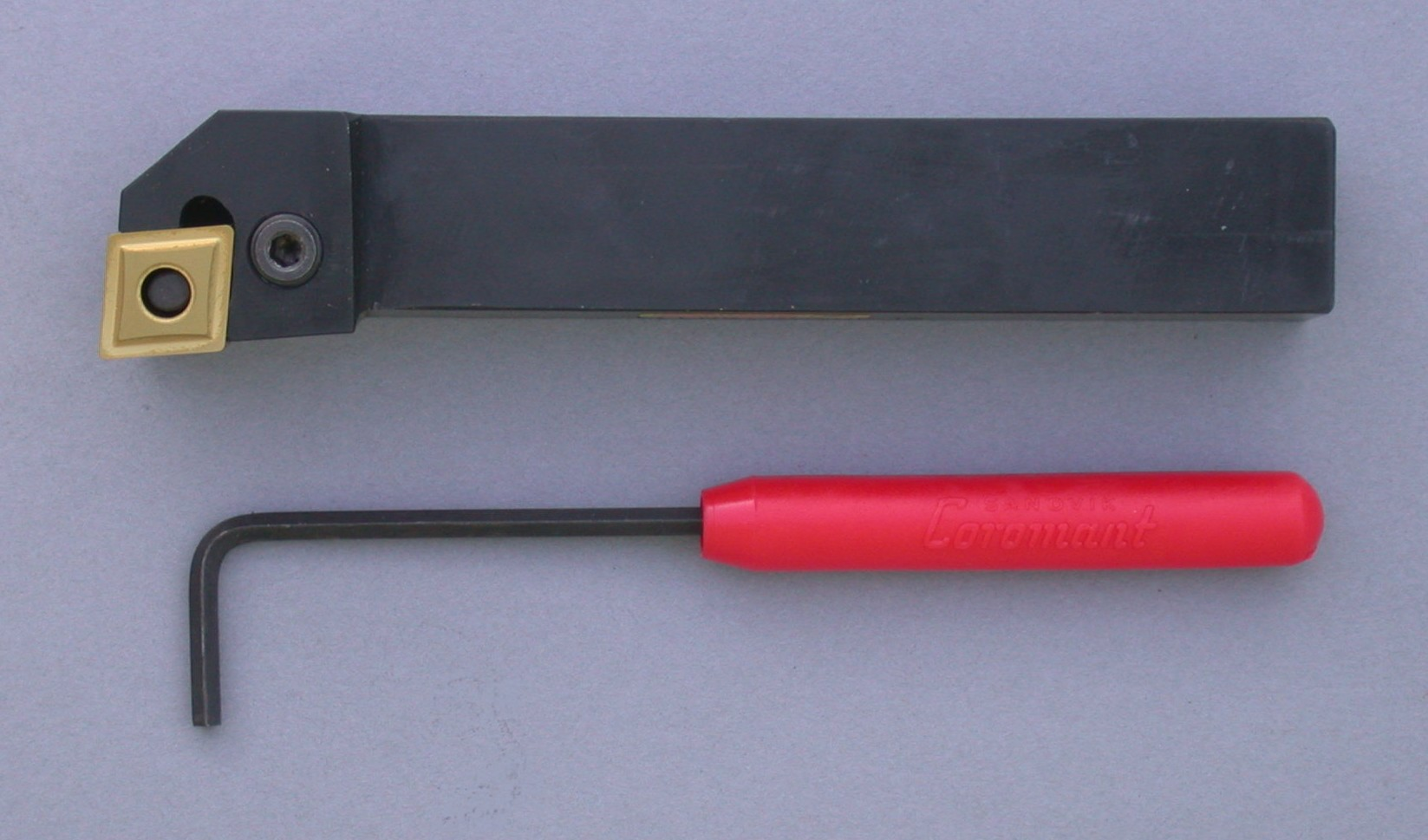
Drehhalter mit Wendeschneidplatte

Wendeschneidplatten werden im Sinter-Verfahren hergestellt und können in Werkzeughalter (zum Beispiel Drehmeißel oder Fräser) eingeschraubt oder geklemmt werden (Verschraubungsprinzip siehe auch: Differenzgewinde). Wendeschneidplatten besitzen meist mehrere Schneidkanten. Zur Verbesserung der Eigenschaften werden Wendeschneidplatten häufig mit Hartstoffen wie Titancarbid (TiC) oder Titannitrid (TiN) beschichtet, um die Verschleißfestigkeit und Wärmebeständigkeit zu verbessern.
Wendeschneidplatten gibt es in verschiedenen Formen und Größen, um anwendungsspezifisch
eingesetzt werden zu können.
Von positiven Schneidplatten spricht man, wenn die Schneidplatte selbst einen Freiwinkel von mehr als null Grad aufweist. Negative Schneidplatten haben selbst einen Freiwinkel von null Grad. Der zum Bearbeiten notwendige Freiwinkel entsteht durch den gezielten Einbau der Schneidplatte in den Werkzeughalter (zum Beispiel Bohrer, Fräser). Der Vorteil von negativen Schneidplatten ist sowohl in der stabileren Schneide zu sehen, so dass diese Schneidplatten besonders bei schwerer Bearbeitung zu finden sind, als auch darin, dass die doppelte Anzahl von möglichen Schneiden im Gegensatz zu einer positiven Schneidplatte vorhanden sind.
Zum Schutz vor schneller Abnutzung und Erhöhung der Standzeit ist die Schneidkante mit einem Radius versehen, der im Fertigungsbereich zwischen 0,1 und 1,6 Millimeter groß ist. Verschleißt eine Schneidkante und ist stumpf, wird die Platte einfach gedreht, bei positiven und negativen Schneidplatten, oder gewendet, bei negativen Schneidplatten. Fast immer besitzen Wendeschneidplatten Spanleitstufen, um beim Zerspanen kurzbrechende Späne zu erzielen. Es gibt verschiedene Normen, in denen Wendeschneidplatten in unterschiedlichen Variationen beschrieben werden. Einen Überblick über Bezeichnungen an der Wendeschneidplatte und die möglichen geometrischen Formen gibt DIN ISO 1832.
Anhand der ISO-Bezeichnung für Wendeschneidplatten kann die für den Anwendungsfall benötigte Wendeschneidplatte ausgewählt werden. Die ISO-Bezeichnung kann bis zu zwölf Stellen haben. Die erste bis siebte Stelle sind Pflichtangaben. Die achte und neunte Stelle sind optional und werden nach Bedarf verwendet. Die zehnte bis zwölfte Stelle sind optional für Herstellerangaben und werden durch einen Bindestrich an den ISO-Code angehängt.
1 = Plattenform | 2 = Freiwinkel | 3 = Toleranzen | 4 = Zerspanungs- und Befestigungsmerkmale | 5 = Schneidkantenlänge | 6 = Plattendicke | 7 = Eckenrundung | 8 = Schneidenausbildung | 9 = Schneidrichtung | 10 = Herstellerangaben

## Geschichte
Im Jahr 1954 hat Sandvik laut Eigenangabe sein erstes Drehwerkzeug mit mechanisch gespannter Wendeschneideplatte realisiert. In den 1970er-Jahren wurde die Technik laut Werbung und Patent der Schweizer Werkzeugfabrik Oertli für die Holzbearbeitung angewendet, was damals noch nicht weit verbreitet war.

## Galerie

Wendeschneidplatten
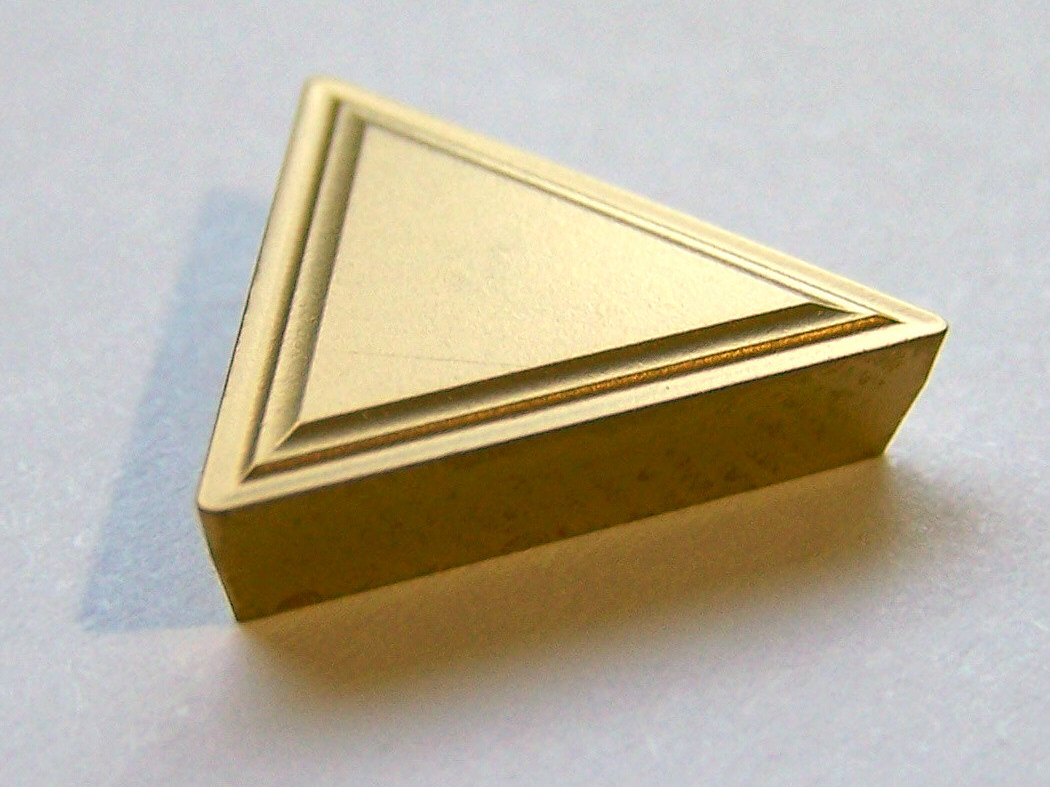
Beschichtete Schneidplatte zum Drehen
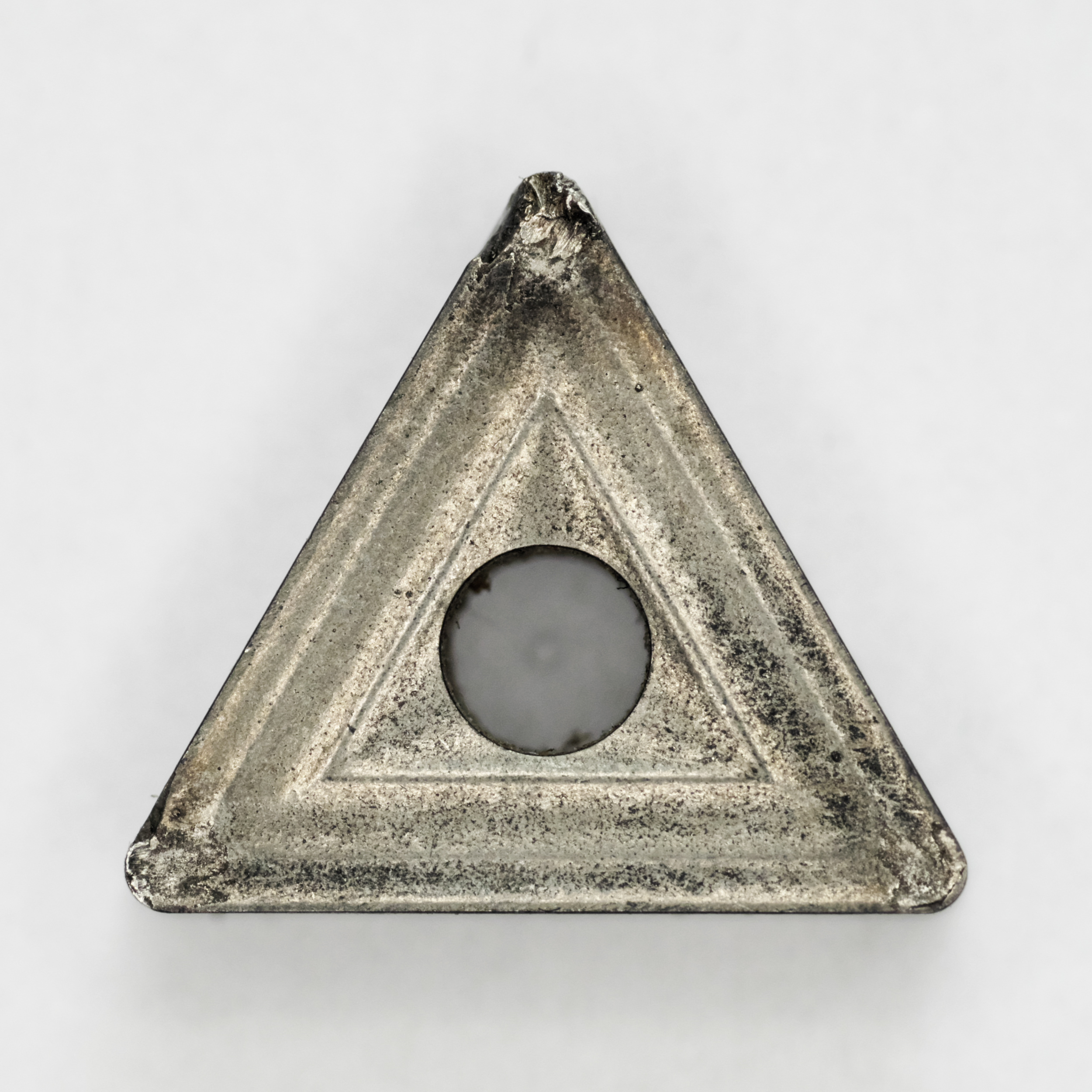
Benutzte dreieckige Wendeschneidplatte aus Wolframcarbid zum Drehen aus dem Jahr 1985